# مارماهی اسپاگتی ریزچشم
مارماهی اسپاگتی ریزچشم (نام علمی: Neoconger vermiformis) نام یک گونه از سرده مارماهی‌های بزرگ نو است.